# بچه‌اژدهاماهی پیکانی
بچه‌اژدهاماهی پیکانی (نام علمی: Callionymus sagitta) نام یک گونه از سرده کالیونیموس است.